# Giro di Slovenia 2005
Il Giro di Slovenia 2005, dodicesima edizione della corsa, si svolse dal 9 al 12 giugno su un percorso di 611 km ripartiti in 4 tappe, con partenza a Ptuj e arrivo a Novo Mesto. Fu vinto dal polacco Przemysław Niemiec della Miche davanti all'italiano Fortunato Baliani e al croato Radoslav Rogina.

## Tappe
| Tappa  | Data      | Percorso                | km  | Vincitore di tappa | Leader cl. generale |
| ------ | --------- | ----------------------- | --- | ------------------ | ------------------- |
| 1ª     | 9 giugno  | Ptuj > Ptuj             | 160 | Ruggero Marzoli    | Ruggero Marzoli     |
| 2ª     | 10 giugno | Medvode > Beljak        | 171 | Marco Marcato      | Ruggero Marzoli     |
| 3ª     | 11 giugno | Tarvisio > Vršic        | 133 | Przemysław Niemiec | Przemysław Niemiec  |
| 4ª     | 12 giugno | Šentjernej > Novo Mesto | 147 | Boštjan Mervar     | Przemysław Niemiec  |
| Totale | Totale    | Totale                  | 611 |                    |                     |

## Dettagli delle tappe

### 1ª tappa
- 9 giugno: Ptuj > Ptuj – 160 km

| Pos. | Corridore             | Squadra       | Tempo    |
| ---- | --------------------- | ------------- | -------- |
| 1    | Ruggero Marzoli       | Acqua & Sap.  | 3h53'32" |
| 2    | Juan Pablo Magallanes | Androni Gioc. | s.t.     |
| 3    | Uroš Murn             | Phonak        | s.t.     |

| Pos. | Corridore             | Squadra       | Tempo    |
| ---- | --------------------- | ------------- | -------- |
| 1    | Ruggero Marzoli       | Acqua & Sap.  | 3h53'22" |
| 2    | Juan Pablo Magallanes | Androni Gioc. | a 4"     |
| 3    | Uroš Murn             | Phonak        | a 6"     |

### 2ª tappa
- 10 giugno: Medvode > Beljak – 171 km

| Pos. | Corridore             | Squadra       | Tempo    |
| ---- | --------------------- | ------------- | -------- |
| 1    | Marco Marcato         | Androni Gioc. | 4h20'45" |
| 2    | Ruggero Marzoli       | Acqua & Sap.  | s.t.     |
| 3    | Juan Pablo Magallanes | Androni Gioc. | s.t.     |

| Pos. | Corridore             | Squadra       | Tempo    |
| ---- | --------------------- | ------------- | -------- |
| 1    | Ruggero Marzoli       | Acqua & Sap.  | 8h14'01" |
| 2    | Juan Pablo Magallanes | Androni Gioc. | a 6"     |
| 3    | Marco Marcato         | Androni Gioc. | s.t.     |

### 3ª tappa
- 11 giugno: Tarvisio > Vršic – 133 km

| Pos. | Corridore          | Squadra | Tempo    |
| ---- | ------------------ | ------- | -------- |
| 1    | Przemysław Niemiec | Miche   | 3h40'02" |
| 2    | Fortunato Baliani  | Panaria | a 26"    |
| 3    | Radoslav Rogina    | Tenax   | a 29"    |

| Pos. | Corridore          | Squadra | Tempo     |
| ---- | ------------------ | ------- | --------- |
| 1    | Przemysław Niemiec | Miche   | 11h54'09" |
| 2    | Fortunato Baliani  | Panaria | a 30"     |
| 3    | Radoslav Rogina    | Tenax   | a 35"     |

### 4ª tappa
- 12 giugno: Šentjernej > Novo Mesto – 147 km

| Pos. | Corridore       | Squadra        | Tempo    |
| ---- | --------------- | -------------- | -------- |
| 1    | Boštjan Mervar  | Perutnina Ptuj | 3h40'24" |
| 2    | Ruggero Marzoli | Acqua & Sap.   | s.t.     |
| 3    | Jure Kocjan     | Radenska Rog   | s.t.     |

| Pos. | Corridore          | Squadra | Tempo     |
| ---- | ------------------ | ------- | --------- |
| 1    | Przemysław Niemiec | Miche   | 15h34'33" |
| 2    | Fortunato Baliani  | Panaria | a 30"     |
| 3    | Radoslav Rogina    | Tenax   | a 35"     |

## Classifiche finali

### Classifica generale
| Pos. | Corridore          | Squadra                               | Tempo     |
| ---- | ------------------ | ------------------------------------- | --------- |
| 1    | Przemysław Niemiec | Miche                                 | 15h34'33" |
| 2    | Fortunato Baliani  | Ceramica Panaria-Navigare             | a 30"     |
| 3    | Radoslav Rogina    | Tenax-Nobili Rubinetterie             | a 35"     |
| 4    | Raffaele Ferrara   | Team Androni Giocattoli-3C Casalinghi | a 50"     |
| 5    | Janez Brajkovič    | Krka-Adria Mobil                      | a 54"     |
| 6    | Walter Bonca       | Sava                                  | a 55"     |
| 7    | Mitja Mahorič      | Perutnina Ptuj                        | a 59"     |
| 8    | Robert Kišerlovski | Krka-Adria Mobil                      | a 1'02"   |
| 9    | Slawomir Kohut     | Miche                                 | a 1'09"   |
| 10   | Matija Kvasina     | Perutnina Ptuj                        | a 1'13"   |